# Charkhari
Charkhari es una ciudad y municipio situada en el distrito de Mahoba en el estado de Uttar Pradesh (India). Su población es de 27760 habitantes (2011). 

## Demografía
Según el censo de 2011 la población de Charkhari era de 27760 habitantes, de los cuales 14712 eran hombres y 13048 eran mujeres. Charkhari tiene una tasa media de alfabetización del 73,80%, superior a la media estatal del 67,68%: la alfabetización masculina es del 82,24%, y la alfabetización femenina del 64,29%.